# Crabbehoff (kasteel)
Kasteel Crabbehoff is een herenhof gelegen in de wijk Crabbehof in Dordrecht, in de Nederlandse provincie Zuid-Holland. Het is gelegen aan de hoofdwegen Talmaweg en Groen van Prinstererweg en Abraham Kuyperweg.

## Geschiedenis
Na de Sint-Elisabethsvloed van 1421 ontstond een watergang die op een landkaart van 1592 werd aangeduid als ten zuiden van De Mijl als Crabbe of Krabbe. Het is zeer waarschijnlijk dat de boerenhoeve Krabbehoeve, die voor het eerst wordt vermeld in 1617, naar deze watergang is vernoemd. In 1628 werd voor het eerst gesproken over het stenen huis Crabbehoff, soms ook wel de kasteelboerderij Crabbehof, maar de contouren van een echt kasteel heeft het nooit gehad en het complex is nooit groter geweest dan een herenhofstad.
In 1808 ontstond brand op het Crabbehoffcomplex. Doordat het dak voornamelijk uit riet bestond was de vlammenzee niet meer te houden. Kort daarna werd de hofstede in een andere stijl herbouwd. In 1913 werd de Crabbehoff hersteld en honderd jaar later ziet het er bijna nog hetzelfde uit. Vanaf 1960 werd de grond met landerijen bij de hofstede opgekocht en ingericht als wijk en vernoemd naar Crabbehoff. De familie Eland woonde op de bovenste etage en gebruikte de rest van het kasteel voor conferenties, trouwerijen en andere festiviteiten. Zij restaureerden het oude koets/karnhuis en namen het in gebruik als restaurant. Vanaf 2005 wordt de hofstede gebruikt als woonhuis.

## Eigenaren
- Johan Diederik van Slingelandt (18e eeuw)
- Pieter Blussé (1858-??)
- W.H. Staring (1913-1934)
- C.J.H Redelé (1934-1959)
- Gemeente Dordrecht (vanaf 1959)
- Stg. Olaersduyn (tot 1989)
- Ad en Hannie Eland - van Meijeren (1989-2004)
- Pieter Jan Dekker (2004-heden)